# АПМ-90

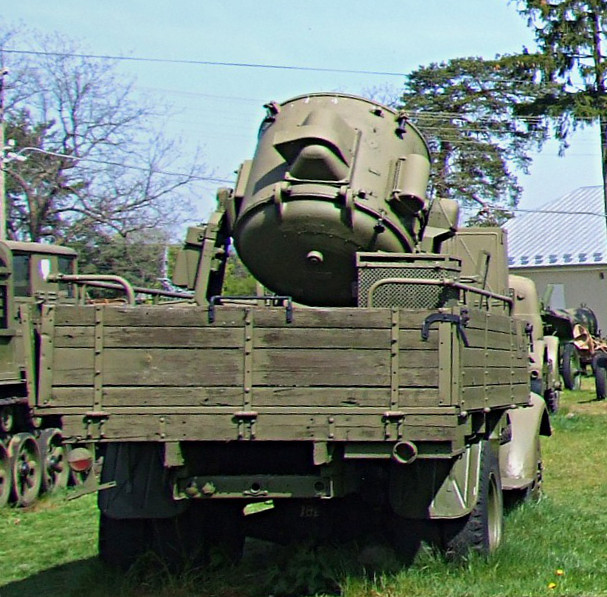
Посадкова станція АПМ-90 (на шасі ЗІС-150) в Музеї Білого орла, Польща

АПМ-90 — прожекторна установка, розроблена в 1950-х роках на шасі автомобіля ЗІС-150. Призначена для освітлення ЗПС в темний час доби, для приводу літаків в район аеродрому або позначення потрібного пункту місцевості. Прожекторна установка змонтована в центрі кузова вантажного автомобіля, в передній частині кузова встановлено електроагрегат. Є можливість живлення від зовнішньої мережі. У ВПС прожекторні установки перебували на озброєнні окремих батальйонів і рот зв'язку. АПМ-90 пізніше випускалася на базі Praga V3S, ЗІЛ-164, а після модернізації (створення знімного розсіювача променя) ЗІЛ-130, ЗІЛ-431410.
У зв'язку з простою конструкцією прожектор знайшов широке застосування і в інших родах військ (наприклад,  прикордонних військах).

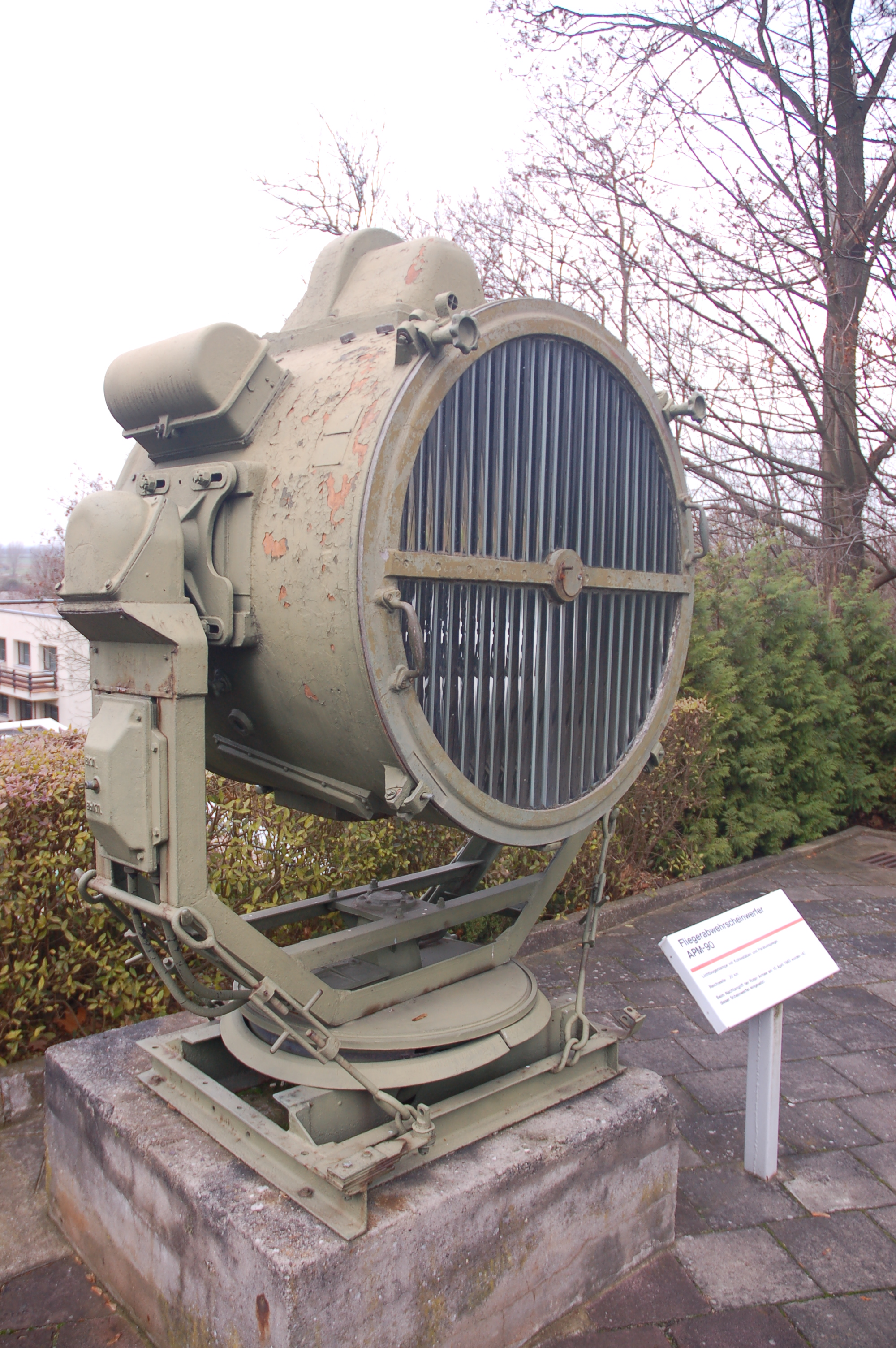
АПМ-90М з розсіювачем у складі меморіалу на Зееловських висотах

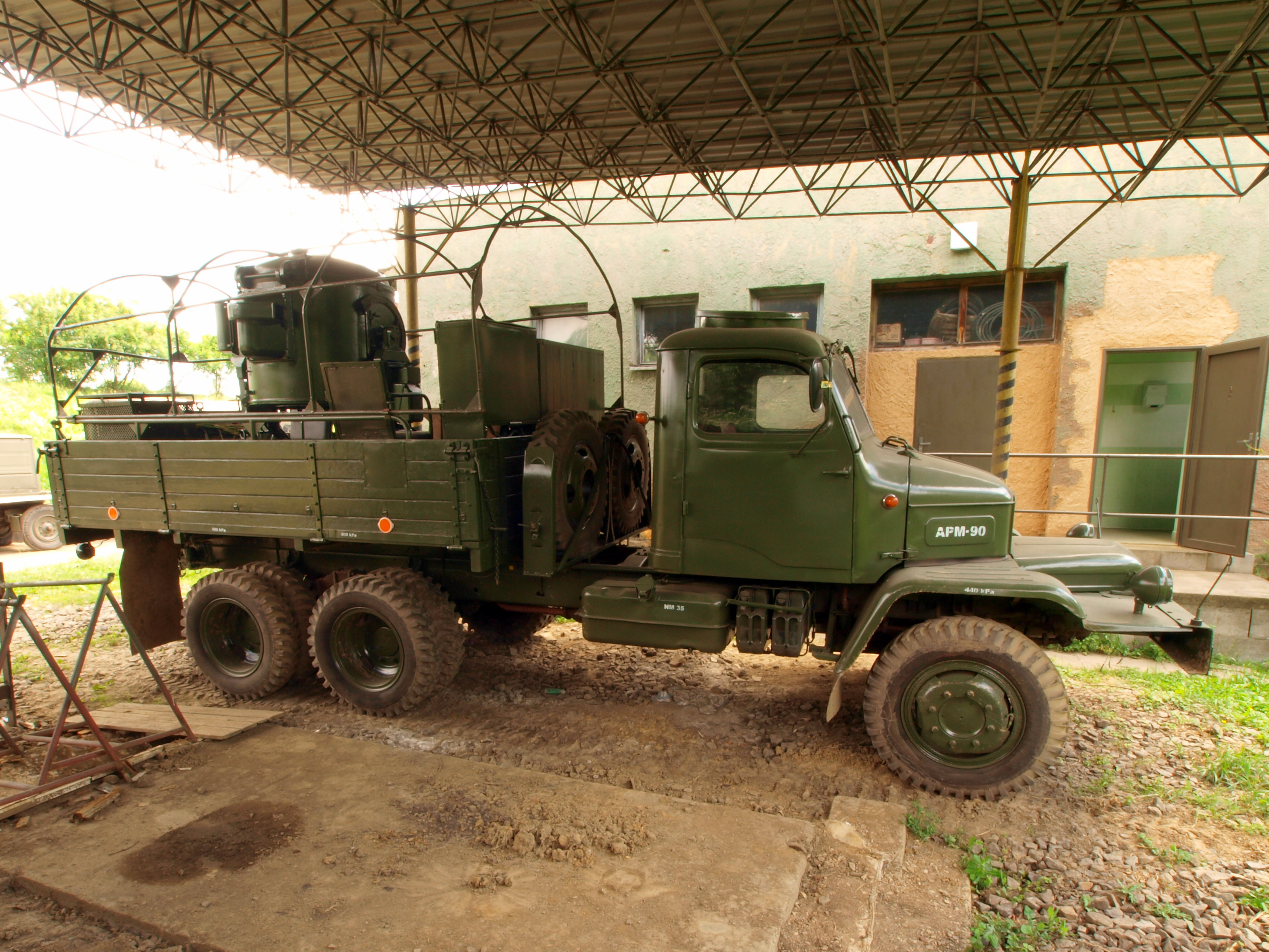
Чехословацька версія на шасі тритонної вантажівки марки «Прага»

## Тактико-технічні характеристики
- Діаметр дзеркала — 900 мм;
- Принцип генерації світла — електродугове горіння вугільного стрижня, лампа розжарювання;
- Потужність генераторної установки — 17 кВт;
- Час горіння вугільного стрижня — 22-25 хв (залежить від атмосферних умов);
- Варіанти виконання — автомобільний, стаціонарний;
- Дальність подачі променя — 16-25 км (залежно від погоди,  стану дзеркала і вугільних стрижнів);
- Обслуга — 3-5 особи (Начальник АПМ ПРС 90, водій-моторист, зв'язківець, часовой ПРС посту);

Електрогенератор знаходиться під днищем кузова, включається за допомогою валу відбору потужності на 5-й швидкості. Використовуються як лампи на вугіллі, так і лампи розжарювання. Напруга генератора 110 В, падає на 30 В на баластному опорі (яке необхідно з огляду нелінійної  характеристики дугової лампи, робоча напруга лампи — 80 В, струм — 150 А. Сила світла — 135 млн  свічок, яскравість — 110  кстб.
АПМ-90, на відміну від більш великого прожектора  Б-200, володіє меншою вагою, що дозволяє змонтувати його прямо на шасі вантажного автомобіля. Невисока світлова потужність дозволяє живити прожектор електроенергією, що знімається з генератора, підключеного до автомобільного двигуна через коробку відбору потужності. Для направлення прожектора по куту і по азимуту достатньо його утримувати за спеціальні поручні.
```
  Також i освітлення довільне.
```

## Тактика застосування в ПВ
Зазвичай за сигналом тривоги бойова обслуга прожектора прибуває на задану ділянку Державного кордону. Машина встановлюється більш довгою стороною в бік освітлюваної ділянки, після чого екіпаж або супроводжує прикордонний наряд вздовж ділянки інженерних споруд, або підсвічує ділянка місцевості, по якому імовірно пройшов порушник режиму Державного кордону. Повільне переміщення променя в останньому випадку надає морально-психологічний тиск, чим сприяє виявленню порушником самого себе.
У прикордонних військах, машина з прожектором вже стоїть за місцем постійної дислокації стаціонарно, недалеко від КСП. Прожектор працює в парі з РЛС, яка вночі виявивши об'єкт, дає точні координати для бойової обслуги АПМ-90 і навідник встановивши координати на прожекторі, «вистрілює» променем точно в місце вказане РЛС, що дає факт раптовості виявлення порушника державного кордону.